# Charles – tot oder lebendig
Charles – tot oder lebendig ist ein Film des Regisseurs  Alain Tanner aus dem Jahr 1969.

## Handlung
Charles Dé, 50-jähriger Genfer Fabrikant, verlässt Betrieb und Familie. Er findet Unterschlupf und Freundschaft beim «wilden» Paar Paul und Adeline. Seine Tochter Marianne besucht ihn manchmal und führt mit Paul eine Art Bildungsprogramm durch. Pierre, Charles’ Sohn, spürt mit Hilfe eines Privatdetektivs den vermissten Vater auf und lässt diesen durch eine Ambulanz der Klinik Flickmann aus der ländlichen Idylle abholen, mit der Begründung, er sei krank.

## Kritiken
„Der erste lange Spielfilm von Alain Tanner überzeugt durch aufrichtiges kritisches Engagement, psychologisches Einfühlungsvermögen, die nüchterne Filmsprache und die spielerische Einbeziehung von Zitaten, die von Marx über Benjamin bis zu Volksweisheiten reichen. Eine überzeugende Auseinandersetzung mit einer Lebenskrise und zugleich eine bittere Beschreibung der Schweizer Wirklichkeit.“

## Auszeichnungen
- 1969: Goldener Leopard beim Filmfestival Locarno für Alain Tanner.